# Lac de Vitalaca
Le lac de Vitalaca est un lac de Corse-du-Sud situé à 1 777 m d'altitude, à l'est de la Punta Capanella (2 250 m).

## Géographie
Le lac a pour alimentation et émissaire le fleuve Prunelli, et pour voisin le lac de Bracca, à moins d'un kilomètre, qui est d'ailleurs la source du Prunelli.

## Galerie

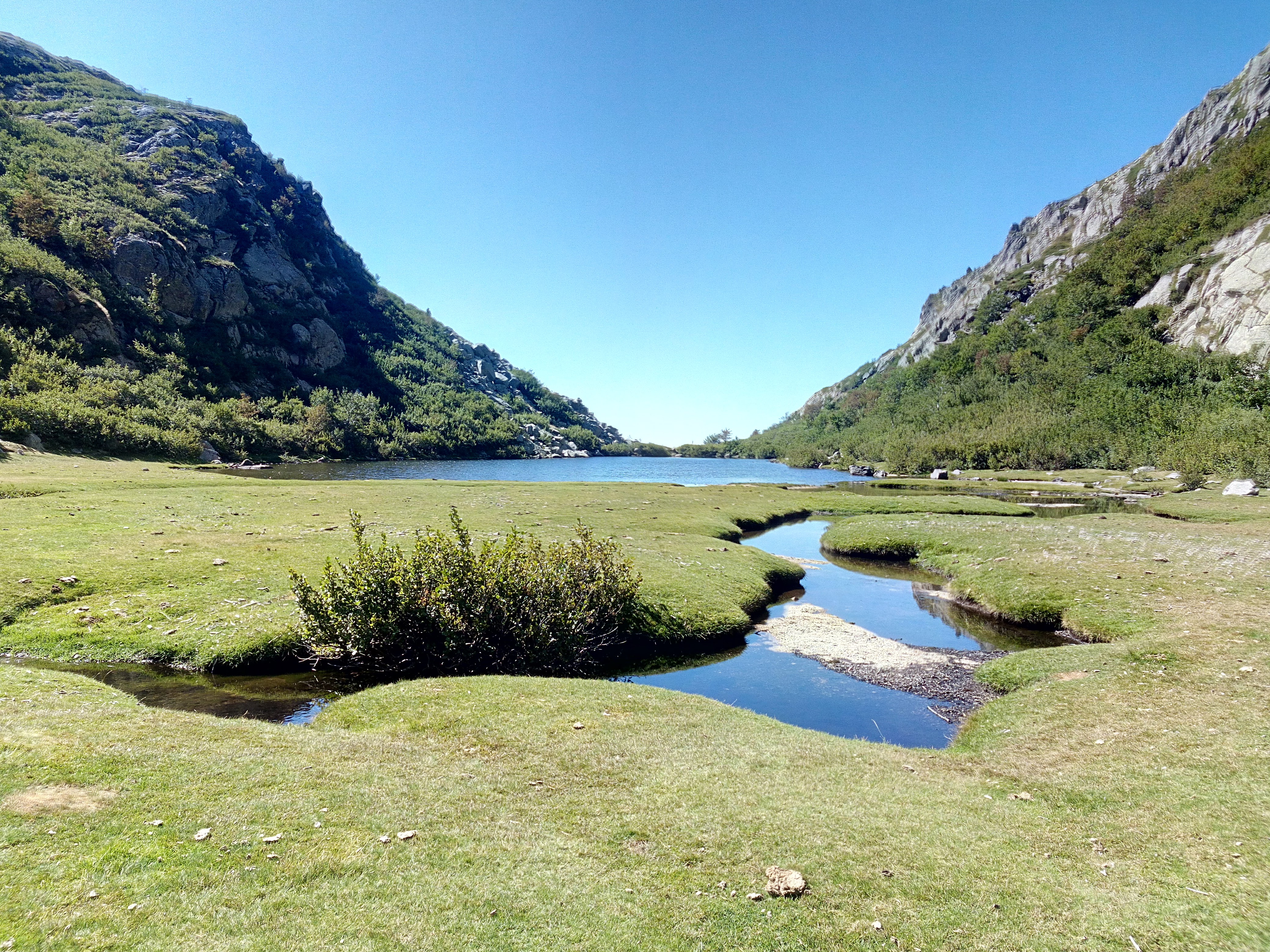
Vue rapprochée du lac